# 애하
"애하"는 1967년 공개된 대한민국의 영화이다.

## 배역
- 신영균
- 윤일봉
- 고은아
- 한미자
- 정민
- 최삼
- 유계선
- 권창선
- 임성한

## 수상
- 1967년 제6회 대종상
  - 남우조연상 - 윤일봉
  - 각본상 - 이형우
- 1968년 제4회 백상예술대상
  - 영화부문 시나리오상 - 이형표